# Ваклинова, Маргарита
Маргарита Тодорова Деянова-Ваклинова (4 мая 1939, София — 5 апреля 2023, София), более известна как Маргарита Ваклинова — болгарский археолог.

## Биография
Родилась 4 мая 1939 года в Софии, среднее образование получила в софийской гимназии № 23 имени Анфима I. Окончила исторический факультет Софийского университета по специальности археология и музейное дело в 1962 году. Профессиональную деятельность начала в Историческом музее в Смоляне, заведовала музеем с 1962 по 1966 год. С 1966 начала работу в Археологическом институте в Софии.
Специализировалась за рубежом. В 1968 году окончила курс византийского и равеннского искусства в Институте искусств Болонского университета в Равенне. В 1971—1972 проходила специализацию в Коллеж де Франс и Сорбонне, в 1986 в Лондоне, по программе совместных исследований с Британской академией. В 1980 защитила диссертацию на тему «Каменная декоративная пластика ранневизантийской епохи в Болгарии V—VI в.» и получила учёную степень кандидата исторических наук.
В 1984 заняла должность старшего научного сотрудника Археологического института, с 1993 года — заместитель директора. С 2008 по 2010 исполняла обязанности директора Археологического института.
С 1984 года участвовала в работе многих государственных и общественных организаций организаций: была членом учёного совета, ВАК, председателем Национального музейного совета по музеям, членом Совета по охране памятников культуры, Национального фонда «Культура» и т. д. Руководила и участвовала в организации научных конференций и множества выставок.
Занималась преподавательской деятельностью. В Парижском университете (1988—1989) как приглашённый профессор читала курс по раннехристианскому искусству и раннесредновековой культуре Болгарии. В Великотырновском университете преподавала на историческом факультете (1994—1996). Была одним из основателей и преподавателем курсов византийской и средневековой болгарской культуры в Новом болгарском университете (1993—2004), В Софийском университете преподавала в 1991—2006 годах. Руководила магистратурой и докторантурой.
Была замужем за известным болгарским археологом Станчо Ваклиновым (1921-1978) с 1967 года.
Деянова-Ваклинова умерла 5 апреля 2023 года в Софии.

## Научный вклад
Более 50 лет Ваклинова посвятила археологическим исследованиям в Болгарии. С 1964 года член научного коллектива, а затем руководитель полевых исследований и координатор научных работ в Дворцовом центре в Велики-Преславе. Руководила археологическими исследованиями Ягодинской пещеры в Родопах (1964—1966), раскопками раннехристианского центра у села Гела (1964—1970). Руководила раскопками дворцового центра и дворца хана Крума в Плиске (до 1970). Участвовала в раскопках холма Царевец в Велико-Тырново (1966—1980). С 1980 была руководителем археологических исследований античного и средневекового города Никополис-ад-Нестум и Красной церкви в Перуштице и участвовала в их работе вплоть до последних месяцев жизни. Участвовала в регистрации археологических памятников и находок и была научным консультантом во многих раскопках на всей территории Болгарии.
Автор более 150 научных публикаций, автор более 20 статей в Энциклопедии «Болгария», Кирилло-Мефодиевской энциклопедии и Энциклопедии изобразительных искусств.

## Награды
За большой вклад в культуру награждена цепью Ордена «Святые Кирилл и Мефодий» (2009). Отмечена наградой Министерства культуры Болгарии «Золотой грифон»(2015) и наградой «Пифагор».
Почётный гражданин городов София, Велики-Преслав и Смолян.

## Избранная библиография
- соавт. Овчаров Д. Ранновизантийски паметници от България IV-VII век :  [болг.]. — София : Септември, 1978. — 160 с.
- Mediaeval jewellery of the Bulgarian lands 6th-14th century :  [англ.]. — Sofia : Septemvri, 1981. — 78 p.
- соавт. Ваклинов С. Съкровището от Над Сент Миклош :  [болг.]. — София : Септември, 1987. — 87 с.